# Denkmäler der Volksrepublik China (Sichuan)
Die folgende Tabelle bietet eine Übersicht zu sämtlichen Denkmälern in der Provinz Sichuan (Abk. Chuan), die auf der Denkmalliste der Volksrepublik China stehen:
| Name                                                                                | Beschluss | Kreis/Ort                        | siehe (auch) | Bild |
| ----------------------------------------------------------------------------------- | --------- | -------------------------------- | --- | ---- |
| Luding qiao 泸定桥                                                                  | 1-22      | Luding xian 泸定县               | Luding-Brücke (1935) (Kreis Luding) (tibet. Jagsamka) |      |
| Huangze si moya zaoxiang 皇泽寺摩崖造像                                             | 1-43      | Guangyuan shi 广元市             | Felsskulpturen des Huangze-Klosters (Guangyuan) |      |
| Guangyuan Qianfoya moya zaoxiang 广元千佛崖摩崖造像                                 | 1-44      | Guangyuan shi 广元市             | Tausend-Buddha-Felsskulpturen von Guanyuan (Guangyuan) |      |
| Qu xian Han que 渠县汉阙                                                            | 1-51      | Qu xian 渠县                     | Han-zeitliche Türme (Que) im Kreis Qu (Feng Huan-Turm – Feng Huan que 冯焕阙, Präfekt Shen-Turm – Shen fujun que 沈府君阙) (Kreis Qu)                                             |      |
| Pingyangfu jun que 平阳府君阙                                                       | 1-52      | Mianyang shi 绵阳市              | Turm (Que) der Präfektur Pingyang (Mianyang) |      |
| Gao Yi mu que ji shike 高颐墓阙及石刻                                               | 1-56      | Ya'an shi 雅安市                 | Que und Steinschnitzereien der Grabanlage des Gao Yi (Ya’an) |      |
| Chengdu Wu hou ci 成都武侯祠                                                        | 1-119     | Chengdu shi 成都市               | Tempel des Markgrafen von Wu (Zhuge Liang; Qing-Zeit) (Chengdu) |      |
| Du Fu caotang 杜甫草堂                                                              | 1-120     | Chengdu shi 成都市               | Du-Fu-Strohhütte (Qing-Zeit) (Chengdu) |      |
| Emei shan gu jianzhuqun 峨眉山古建筑群                                              | 1-133     | Emeishan shi 峨眉山市            | Alte Gebäude des Emei Shan (Qingyin-Pavillon, Fuhu-Tempel, Baoguo-Tempel, Wannian-Tempel, Buddhistische Bronze- und Eisenskulpturen im Shengshou Wannian-Tempel u. a.) (Emeishan) |      |
| Wang Jian mu 王建墓                                                                 | 1-175     | Chengdu shi 成都市               | Grab von Wang Jian (Chengdu) |      |
| Leshan Dafo 乐山大佛                                                                | 2-13      | Leshan shi 乐山市                | Großer Buddha von Leshan (Leshan) und Lingbao-Pagode (灵宝塔) |      |
| Dujiangyan 都江堰                                                                   | 2-36      | Dujiangyan shi 都江堰市          | Dujiangyan-Bewässerungssystem (Dujiangyan) |      |
| Zhu De guju 朱德故居                                                                | 3-12      | Yilong xian 仪陇县               | Ehemaliger Wohnsitz von Zhu De (Kreis Yilong) |      |
| Xinhai Qiu Baolu Sishi Jinianbei 辛亥秋保路死事纪念碑                               | 3-19      | Chengdu shi 成都市               | Monument für die Märtyrer der Bewegung zum Schutz der Eisenbahnprojekte (Herbst 1911, Chengdu)                                                                                    |      |
| Hongsi-Fangmianjun Zongzhihuibu jiuzhi 红四方面军总指挥部旧址                       | 3-33      | Tongjiang xian 通江县            | Stätte des ehemaligen Hauptquartiers der Vierten Frontarmee der Roten Armee (Kreis Tongjiang)                                                                                     |      |
| Nankan moya zaoxiang 南龛摩崖造像                                                   | 3-47      | Bazhong shi 巴中市               | Felsskulpturen von Nankan (Bazhong) |      |
| Anyue shiku 安岳石窟                                                                | 3-50      | Anyue xian 安岳县                | Anyue-Grotten (Anyue) |      |
| Shenhai jing 燊海井                                                                 | 3-57      | Zigong shi 自贡市                | Shenhai-Brunnen (Stadtbezirk Da'an) |      |
| Zhuokeji tusiguan zhai 卓克基土司官寨                                               | 3-72      | Barkam 马尔康县 (Ma’erkang xian) | Zhuokeji Tusiguan Dorf (Kreis Barkam) |      |
| Xiqin huiguan 西秦会馆                                                              | 3-76      | Zigong shi 自贡市                | Xiqin-Versammlungshalle (Zigong) |      |
| Fan Min que ji shike 樊敏阙及石刻                                                   | 3-100     | Lushan xian 芦山县               | Fan-Min-Statue und Steintafel (Kreis Lushan) |      |
| Damiao Feilai dian 大庙飞来殿                                                       | 3-114     | Emeishan shi 峨眉山市            | Feilai-Tempel (der Große Tempel) (Emeishan) |      |
| Yunyan si 云岩寺                                                                    | 3-115     | Jiangyou shi 江油市              | Yunyan-Tempel (Jiangyou) |      |
| Sanxingdui yizhi 三星堆遗址                                                         | 3-200     | Guanghan shi 广汉市              | Sanxingdui (Guanghan) |      |
| Shifangtang Qiong yao yizhi 什邡堂邛窑遗址                                          | 3-223     | Qionglai shi 邛崃市              | Qiong-Brennofen aus der Sui- und Tang-Dynastie von Shifangtang (Qionglai, Sichuan)                                                                                                |      |
| Mahao yamu 麻浩崖墓                                                                 | 3-238     | Leshan shi 乐山市                | Mahao-Felsengrab (Leshan) |      |
| Boren xuanguanzang (mu) 僰人悬棺葬(墓)                                              | 3-249     | Gong xian 珙县                   | Hängende Särge der Bo (im Kreis Gong) |      |
| Qijiang yamuqun 郪江崖墓群                                                          | 4-66      | Santai xian 三台县               | Felsgräber von Qijiang (Östliche Han-Dynastie) (Kreis Santai) |      |
| Ming Shu wang ling 明蜀王陵                                                         | 4-76      | Chengdu shi 成都市               | Ming-Gräber der Prinzen von Shu (Chengdu) |      |
| Longnao qiao 龙脑桥                                                                 | 4-79      | Lu xian 泸县                     | Longnao-Brücke (Kreis Lu) |      |
| Qiqushan damiao 七曲山大庙                                                          | 4-125     | Zitong xian 梓潼县               | Qiqushan-Tempel (Kreis Zitong) |      |
| Pingwu Bao’en si 平武报恩寺                                                         | 4-156     | Pingwu xian 平武县               | Bao’en-Tempel von Pingwu (Kreis Pingwu) |      |
| Zhenwushan gu jianzhuqun 真武山古建筑群                                             | 4-157     | Yibin shi 宜宾市                 | Alte Gebäude auf dem Zhenwu Shan (Daoistischer Tempel aus der Ming-Dynastie u. a.) (Yibin)                                                                                        |      |
| Zhang Huanhou ci 张桓侯祠                                                           | 4-158     | Langzhong shi 阆中市             | Ahnentempel des Zhang Fei (Langzhong) |      |
| Dege yinjingguan 德格印经院                                                         | 4-183     | Dege xian 德格县 (Dêgê)          | Dege Parkhang („Sutren-Druckerei von Dege“) (Kreis Dêgê) |      |
| Xijiashan minju 夕佳山民居                                                          | 4-184     | Jiang’an xian 江安县             | Bauernhäuser von Xijiashan (Kreis Jiang’an) |      |
| Yang Sheng’an ci ji Gui Hu 杨升庵祠及桂湖                                           | 4-185     | Chengdu shi 成都市               | Yang-Sheng'an-Ahnentempel und Guihu-Park (Chengdu) |      |
| Dayi Liushi zhuangyuan 大邑刘氏庄园                                                 | 4-212     | Dayi xian 大邑县                 | Residenz des Grundherrn Liu Wencai in Dayi (Kreis Dayi) mit monumentaler Skulpturengruppe der Kulturrevolutionszeit, siehe Der Hof für die Pachteinnahme                          |      |
| Luzhou daqu laojiaochi 泸州大曲老窖池                                               | 4-249     | Luzhou shi 泸州市                | Alte Schnapsbrennerei von Luzhou (Luzhou) |      |
| Luojiaba yizhi 罗家坝遗址                                                           | 5-103     | Xuanhan xian 宣汉县              | Luojiaba-Stätte (Ba (Staat)) (Kreis Xuanhan) |      |
| Chengdu Pingyuan shiqian chengzhi 成都平原史前城址                                  | 5-104     | Xinjin xian 新津县               | Stätten der prähistorischen Städte der Chengdu-Ebene (Baodun-Kultur) (Kreis Xinjin u. a.)                                                                                         |      |
| Shi’er qiao yizhi 十二桥遗址                                                        | 5-105     | Chengdu shi 成都市               | Shi’erqiao-Stätte („Zwölf-Brücken-Stätte“ in Chengdu, Shang-Dynastie und Westliche Zhou-Dynastie; Shierqiao-Kultur der Chengdu-Ebene) (Chengdu)                                   |      |
| Chengdu gu Shu chuanguan hezangmu 成都古蜀船棺合葬墓                                | 5-176     | Chengdu shi 成都市               | Stätte der alten Bootssärge aus dem Staat Shu in Chengdu (Chengdu) |      |
| Jiangkou yamu 江口崖墓                                                              | 5-177     | Pengshan xian 彭山县             | Felsgräber von Jiangkou (Kreis Pengshan) |      |
| An Bing jiazu mudi 安丙家族墓地                                                     | 5-178     | Huaying shi 华蓥市               | Gräber des Clans der Familie von An Bing (Südliche Song-Dynastie) (Huaying) |      |
| Baoguang si 宝光寺                                                                  | 5-383     | Chengdu shi 成都市               | Baoguang-Tempel (Chengdu) |      |
| Zhibo diaolou 直波碉楼                                                              | 5-384     | Barkam 马尔康县 (Ma'erkang xian) | Diaolou im Dorf Zhibo (Kreis Barkam) (Großgemeinde Songgang 松岗镇) |      |
| Shita si shita 石塔寺石塔                                                           | 5-385     | Qionglai shi 邛崃市              | Steinpagode im Shita-Tempel („Sakya-Buddha-Pagode im Steinpagoden-Tempel“, Qionglai)                                                                                              |      |
| Songpan gu chengqiang 松潘古城墙                                                    | 5-386     | Songpan xian 松潘县              | Alte Stadtmauer von Songpan (Kreis Sungqu) |      |
| Jueyuan si 觉苑寺                                                                   | 5-387     | Jiange xian 剑阁县               | Jueyuan-Tempel (Kreis Jiange) |      |
| Langzhong Yong'an si 阆中永安寺                                                     | 5-388     | Langzhong shi 阆中市             | Yong'an-Tempel in Langzhong (Langzhong) |      |
| Wulong miao Wenchang ge 五龙庙文昌阁                                                | 5-389     | Langzhong shi 阆中市             | Wenchang-Pavillon des Wulong-Tempels (Langzhong) |      |
| Longchang shipaifang 隆昌石牌坊                                                     | 5-390     | Longchang xian 隆昌县            | Shipaifang von Longchang (Kreis Longchang) |      |
| Fushun wenmiao 富顺文庙                                                             | 5-391     | Fushun xian 富顺县               | Konfuzianischer Tempel in Fushun (Kreis Fushun) |      |
| Guanyin si 观音寺                                                                   | 5-392     | Xinjin xian 新津县               | Guanyin-Tempel (Kreis Xinjin) |      |
| Deyang wenmiao 德阳文庙                                                             | 5-393     | Deyang shi 德阳市                | Konfuzianischer Tempel in Deyang (Deyang) |      |
| Bangtuo si 棒托寺                                                                   | 5-394     | Rangtang xian 壤塘县 (Zamtang)   | Bangtuo-Kloster (Kreis Zamtang) |      |
| Yanhua chi 罨画池                                                                   | 5-395     | Chongzhou shi 崇州市             | Yanhua-Teich (Chongzhou) |      |
| Pilu dong shike zaoxiang 毗卢洞石刻造像                                             | 5-463     | Anyue xian 安岳县                | Skulpturen der Vairocana-Grotte (Piludong) (Kreis Anyue) |      |
| Deng Xiaoping guju 邓小平故居                                                       | 5-508     | Guang’an shi 广安市              | Ehemaliger Wohnsitz von Deng Xiaoping (Guang’an) |      |
| Shuijing jie jiefang yizhi 水井街酒坊遗址                                           | 5-514     | Chengdu shi 成都市               | Stätte der Schnapsbrennerei in der Shuijing-Straße (Chengdu) |      |
| Yingpan shan he Jiangwei cheng yizhi 营盘山和姜维城遗址                             | 6-177     | Mao xian 茂县                    | Neolithische Stätten von Yingpanshan und Jiangweicheng (Kreis Mao) |      |
| Jinsha yizhi 金沙遗址                                                               | 6-178     | Chengdu shi 成都市               | Jinsha-Stätte (Chengdu) |      |
| Dayangdui yizhi 大洋堆遗址                                                          | 6-179     | Xichang shi 西昌市               | Dayangdui-Stätte (in Jingjiu, Xichang) |      |
| Chengba yizhi 城坝遗址                                                              | 6-180     | Qu xian 渠县                     | Chengba-Stätte (Kreis Qu) |      |
| Jianmen Shudao yizhi 剑门蜀道遗址                                                   | 6-181     | Guangyuan shi 广元市             | Jianmen-Shudao-Stätte (Guangyuan) |      |
| Yandao chengzhi 严道城址                                                            | 6-182     | Yingjing xian 荥经县             | Yandao-Stätte (Kreis Yingjing; Han-Dynastie) |      |
| Laojun Shan xiaodong yizhi 老君山硝洞遗址                                           | 6-183     | Jiangyou shi 江油市              | Stätten der Salpeter-Höhlen des Laojun Shan (Ming- bis Qing-Dynastie; Jiangyou)                                                                                                   |      |
| Jiannanchun jiufang yizhi 剑南春酒坊遗址                                            | 6-184     | Mianzhu shi 绵竹市               | Stätte der Jiannanchun-Brauerei (Mianzhu) |      |
| Liangshan da shimuqun 凉山大石墓群                                                  | 6-273     | Dechang xian 德昌县              | Große Steingräber von Liangshan (Han-Dynastie bis Zeit der Streitenden Reiche) (Wanao (Xichang) und Arong (Dechang))                                                              |      |
| Ruifeng yamuqun 瑞峰崖墓群                                                          | 6-274     | Qingshen xian 青神县             | Ruifeng-Felsgräber (Kreis Qingshen) |      |
| Taliangzi yamuqun 塔梁子崖墓群                                                      | 6-275     | Zhongjiang xian 中江县           | Taliangzi-Felsgräber (Kreis Zhongjiang) |      |
| Huangsan yamuqun 黄伞崖墓群                                                         | 6-276     | Yibin xian 宜宾县                | Huangsan-Felsgräber (Kreis Yibin) |      |
| Meng Zhixiang mu 孟知祥墓                                                           | 6-277     | Chengdu shi 成都市               | Grab von Meng Zhixiang (Chengdu) |      |
| Shicheng shan yamuqun 石城山崖墓群                                                  | 6-278     | Yibin xian 宜宾县                | Shichengshan-Felsgräber (Song- bis Ming-Zeit) (Kreis Yibin) |      |
| Lu xian Song mu 泸县宋墓                                                            | 6-279     | Lu xian 泸县                     | Song-Gräber im Kreis Lu |      |
| Li Ye que 李业阙                                                                    | 6-694     | Zitong xian 梓潼县               | Li-Ye-Turm (Que) (Kreis Zitong) |      |
| Yanggong que 杨公阙                                                                 | 6-695     | Jiajiang xian 夹江县             | Yanggong-Turm (Que) (Kreis Jiajiang) |      |
| Yutaishan shita 玉台山石塔                                                          | 6-696     | Langzhong shi 阆中市             | Steinpagode des Yutaishan (Tang-Dynastie) |      |
| Danba gudiaoqun 丹巴古碉群                                                          | 6-697     | Danba xian 丹巴县 Kreis Rongzhag | Alte Diaolou-Gruppe in Rongzhag (Danba) |      |
| Pengzhou Fota 彭州佛塔                                                              | 6-698     | Pengzhou 彭州市                  | Pagoden von Pengzhou |      |
| Wuliang baota 无量宝塔                                                              | 6-699     | Nanchong shi 南充市              | Weiße Pagode aus der Zeit der Song-Dynastie (Nanchong) |      |
| Shengde si ta 圣德寺塔                                                              | 6-700     | Jianyang shi 简阳市              | Pagode des Shengde-Tempels (Jianyang) |      |
| Huaikou ruiguang ta 淮口瑞光塔                                                      | 6-701     | Jintang xian 金堂县              | Ruiguang-Pagode in Huaikou (Kreis Jintang) |      |
| Jiufeng si ta 鹫峰寺塔                                                              | 6-702     | Pengxi xian 蓬溪县               | Pagode des Jiufeng-Tempels (Kreis Pengxi) |      |
| Guangde si 广德寺                                                                   | 6-703     | Suining shi 遂宁市               | Guangde-Tempel (Suining) |      |
| Pingxiang lou 平襄楼                                                                | 6-704     | Lushan xian 芦山县               | Pingxianglou (Kreis Lushan) |      |
| Lushan qinglong si dadian 芦山青龙寺大殿                                            | 6-705     | Lushan xian 芦山县               | Haupthalle des Qinglong-Tempels („Grüner Drachentempel“) (Kreis Lushan) |      |
| Cuo’erji si 措尔机寺                                                                | 6-706     | Rangtang xian 壤塘县 Zamtang     | Cuo'erji-Kloster (Kreis Zamtang) |      |
| Risimanba diaofang 日斯满巴碉房                                                     | 6-707     | Rangtang xian 壤塘县 Zamtang     | Risimanba diaofang (Kreis Zamtang) |      |
| Meishan bao’en ta 眉山报恩寺                                                        | 6-708     | Meishan shi 眉山市               | Bao’en-Tempel in Meishan (Meishan) |      |
| Lifeng guan 醴峰观                                                                  | 6-709     | Nanbu xian 南部县                | Lifeng guan (Kreis Nanbu) |      |
| Mumen si 木门寺                                                                     | 6-710     | Anyue xian 安岳县                | Mumen-Tempel (Kreis Anyue) |      |
| Xuanluo dian 旋螺殿                                                                 | 6-711     | Yibin shi 宜宾市                 | Xuanluo-Halle (Yibin) |      |
| Kaishan si zhengdian 开善寺正殿                                                     | 6-712     | Yingjing xian 荥经县             | Haupthalle des Kaishan-Tempels (Kreis Yingjing) |      |
| Baofan si 宝梵寺                                                                    | 6-713     | Pengxi xian 蓬溪县               | Baofan-Tempel (Kreis Pengxi) |      |
| Qianwei wenmiao 犍为文庙                                                            | 6-714     | Qianwei xian 犍为县              | Konfuzianischer Tempel von Qianwei (Kreis Qianwei) |      |
| Songge mani shijing cheng he Bage mani shijing qiang 松格嘛呢石经城和巴格嘛呢石经墙 | 6-715     | Shiqu xian 石渠县                | Songge Manisteinwall und Bage Manisteinmauer (Kreis Sêrxü) |      |
| Aikou shifang 隘口石坊                                                              | 6-716     | Gong xian 珙县                   | Steinbogen im Dorf Aikou (Kreis Gong) |      |
| Wangjianglou gu jianzhuqun 望江楼古建筑群                                           | 6-717     | Chengdu shi 成都市               | Alte Architektur von Wangjianglou (Chengdu) |      |
| Luodai huiguan 洛带会馆                                                             | 6-718     | Chengdu shi 成都市               | Gildenhalle in der Großgemeinde Luodai (Chengdu) |      |
| Chunqiu ci 春秋祠                                                                   | 6-719     | Xuyong xian 叙永县               | Frühlings- und Herbsttempel (Kreis Xuyong) |      |
| Bori qiao 波日桥                                                                    | 6-720     | Xinlong xian 新龙县 (Nyagrong)   | Bori-Brücke (Kreis Nyagrong) |      |
| Pang Tong ci mu 庞统祠墓                                                            | 6-721     | Luojiang xian 罗江县             | Ahnenhalle und Grab von Pang Tong (Kreis Luojiang) |      |
| San Su ci 三苏祠                                                                    | 6-722     | Meishan shi 眉山市               | Ahnenhalle der drei Su (Su Shi, Su Xun, Su Zhe) (Meishan) |      |
| Kaijiang paifang 开江牌坊                                                           | 6-723     | Kaijiang xian 开江县             | Gedenkbögen von Kaijiang (Qing-Dynastie) (Kreis Kaijiang) |      |
| Shuangbao paifang 双堡牌坊                                                          | 6-724     | Renshou xian 仁寿县              | Gedenkbögen von Shuangbao (Kreis Renshou) |      |
| Zizhong Wenmiao he Wumiao 资中文庙和武庙                                            | 6-725     | Zizhong xian 资中县              | Konfuzianischer Tempel von Zizhong und Kriegsgott-Tempel (Kreis Zizhong) |      |
| Chen Zi’ang dushu tai 陈子昂读书台                                                  | 6-726     | Shehong shi 射洪市               | Studienplattform von Chen Zi’ang (Shehong) |      |
| Baozhensai 宝箴塞                                                                   | 6-727     | Wusheng xian 武胜县              | Baozhensai (Kreis Wusheng) |      |
| Pujiang shiku 蒲江石窟                                                              | 6-853     | Pujiang xian 蒲江县              | Pujiang-Felshöhlen (Kreis Pujiang) |      |
| Qionglai shiku 邛崃石窟                                                             | 6-854     | Qionglai shi 邛崃市              | Qionglai-Felshöhlen (Qionglai) |      |
| Boshenwahei yanhua 博什瓦黑岩画                                                     | 6-855     | Zhaojue xian 昭觉县              | Boshenwahei-Felsbilder (Kreis Zhaojue) |      |
| Rong xian Dafo shiku 荣县大佛石窟                                                   | 6-856     | Rong xian 荣县                   | Großer Buddha im Kreis Rong |      |
| Jiajiang Qianfo yanshiku 夹江千佛岩石窟                                             | 6-857     | Jiajiang xian 夹江县             | Tausend-Buddha-Felshöhlen von Jiajiang (Kreis Jiajiang) |      |
| Tongjiang Qianfo yanshiku 通江千佛岩石窟                                            | 6-858     | Tongjiang xian 通江县            | Tausend-Buddha-Felshöhlen von Tongjiang (Tang-Dynastie) (Kreis Tongjiang) |      |
| Niujiaozhai shiku 牛角寨石窟                                                        | 6-859     | Renshou xian 仁寿县              | Niujiaozhai-Felshöhlen (Kreis Renshou) |      |
| Wolong shan Qianfo yan shiku 卧龙山千佛岩石窟                                       | 6-860     | Zitong xian 梓潼县               | Tausend-Buddha-Höhle im Wolong Shan (Kreis Zitong) |      |
| Leshan Guo Moruo guju 乐山郭沫若故居                                                | 6-1037    | Leshan 乐山市                    | Ehemaliger Wohnsitz von Guo Moruo in Leshan |      |
| Chen Yi guju 陈毅故居                                                               | 6-1038    | Lezhi xian 乐至县                | Ehemaliger Wohnsitz von Chen Yi (Kreis Lezhi) |      |
| Lingbao xiuyuan 领报修院                                                            | 6-1039    | Pengzhou shi 彭州市              | Seminarium Annuntiationis (Pengzhou) |      |
| Wu Yuzhang guju 吴玉章故居                                                          | 6-1040    | Rong xian 荣县                   | Ehemaliger Wohnsitz von Wu Yuzhang (Kreis Rong) |      |
| Tongjiang Hongjun shike biaoyu qun 通江红军石刻标语群                               | 6-1041    | Tongjiang xian 通江县            | Steininschriften-Slogans der Roten Armee in Tongjiang (1933–1934) (Kreis Tongjiang)                                                                                               |      |
| Aba Hongjun changzheng yiji 阿坝红军长征遗迹                                        | 6-1042    | Xiaojin xian 小金县              | Stätte zum Gedächtnis an die Ereignisse des Langen Marsches in Ngawa (1935) (Kreis Xiaojin)                                                                                       |      |
| Baili si 白利寺                                                                     | 6-1043    | Ganzi xian 甘孜县                | Beri-Kloster (Kreis Garzê) |      |
| Zhang Lan jiuju 张澜旧居                                                            | 6-1044    | Nanchong shi 南充市              | Ehemaliger Wohnsitz von Zhang Lan (Nanchong) |      |
| Zhongguo yingzao xueshe jiuzhi 中国营造学社旧址                                     | 6-1045    | Yibin shi 宜宾市                 | Ehemaliger Sitz der Chinesischen Architekturgesellschaft (Yibin) |      |